# Diadegma carolina
Diadegma carolina là một loài tò vò trong họ Ichneumonidae.